# Крум
Вижте пояснителната страница за други личности с името Крум.
Крум е средновековен български монарх, възкачил се на престола след Кардам. По време на неговото управление България засилва позициите си на Балканския полуостров и в Европа благодарение на множество победи на бойното поле. В края на управлението на Крум България владее огромна територия, разпределена между 8 съвременни държави, като контролира почти целите територии на днешните България и Словакия, цяла Румъния и Молдова, по-голямата част от Сърбия и Унгария, части от Югозападна Украйна и Северозападна Турция.
Хан Крум започва да приобщава славяните към властта, прокарва първите общовалидни закони в Първата българска държава и започва провеждането на административна реформа.

## Име, произход и титли на Крум
Името му се появява в различни варианти: на гръцки – Κροΰμμος, Κροΰμνος, Κροΰμος, Κυϊμος (последното само на едно място у Лъв Граматик, вероятно по погрешка), Κρoΰβος и Κρέμ; на латински – Cramnus, Cramas и Crusmas, Crimas, Brimas (последните две вероятно сгрешени при преписването); в ранните славянски преводи – в надписите му („Абоба – Плиска“, с. 233 – Шуменски надпис) неговото име е изписано на гръцки като Κρουμος. Следователно, би трябвало „Крум“ да се доближава до оригинала. (Виж Златарски. История, I, 1, с. 247.) Името има пратюркски произход и означава вожд, владетел.
Крум е от прабългарски произход. Смята се за основоположник на т. нар. Крумова династия. Тъй като идва от Панония, някои историци смятат, че той произхожда от Куберовия клон на рода Дуло. Същевременно в спорния източник Джагфар тарихъ, съществува твърдение, че Крум е племенник на Кардам, който умира бездетен. Според този източник той е син на Кардамовия брат и на една аварска принцеса
Традиционно българските историци използват за прабългарските езически владетели титлата хан. Към подобни възгледи се придържат историци като Васил Златарски и Васил Гюзелев. В по-ново време все повече български историци използват титлата кан вместо хан. Някои изследователи твърдят, че двете титли са еквивалентни една на друга поради наличието на звука кх. На каменния надпис на Омуртаг той е наречен канасубиги. В Хамбарлийския надпис, който е на гръцки език, използван като официален в Българската държава по това време, Крум е наречен с византийската титла „архонт“. Според Георги Бакалов обаче тази титла е почетна и се е давала на всяка значителна фигура, овластена по някакъв начин – без значение дали става дума за благородник (болярин), монарх или свещеник и тръгва от глагола „архо“, което означава „стоя отпред, водя, предвождам“.

## Управление

### Първи години от управлението на Крум
Смята се за доказано, че управлението на кан Крум започва преди 800 г. Две години след разгрома на Аварския хаганат през 803 г. от Карл Велики Крум покорява остатъците от някога могъщото варварско военно-племенно обединение в 803 – 805 година и границата с франките е установена на Дунав при българския град Пеща. За тази победа на българите научаваме благодарение на кратко известие в лексикона „Суда“ от X век. България и Франкската империя стават непосредствени съседи по Средния Дунав. Новопридобитата Трансилвания, поради залежите на сребро и каменна сол и успешната експлоатация на солниците, осигурява на българите важно международно търговско положение.
В 807 г. византийският император Никифор I Геник започва поход срещу България с цел да я покори. Походът стига само до Одрин, след което Никифор трябва да се завърне в Константинопол поради слухове за готвен преврат в столицата. Това дава възможност на Крум да поеме инициативата. В 808 г. той нахлува по поречието на Струма и напада византийските военни части там. В резултат на това в хазната постъпват заплатите на местните войници, възлизащи на 1100 литри злато. След тежка обсада в 809 г. Крум завладява мощната крепост Сердика. Веднага след като превзема града ханът заповядва да бъдат изклани до крак всички ромеи, включително мирното население и крепостния гарнизон от 6000 войници, като наказание за жестоката съпротива. Превзетата крепост Сердика е имала важно икономическо и стратегическо значение, защото през него са минавали много важни търговски пътища за Константинопол и защото оттам може лесно да се атакува Македония. В Константинопол разбират какви са намеренията на българския владетел и предприемат ответни действия. Първо Никифор изпраща военни отряди, които да възстановят властта му в града. Този опит се оказва неуспешен, тъй като изпратените ромеи се разбунтуват. Друга превантивна мярка е изселването на славяните от Средна Струма в Мала Азия и настаняването на гръцко население в тези земи. Целта е да се засили гръцкото влияние в района, за сметка на славянското. Това решение също се оказва неуспешно, тъй като новото гръцко население също се разбунтува. Това кара константинополския владетел да предприеме нови действия.

### Византийски поход от 811 година
През 811 г. Никифор събира многобройна елитна войска край крепостта Маркели и поема на нов поход срещу България. Уверен в успеха си, императорът води със себе си сина си Ставракий и много ромейски аристократи. Кан Крум разбира, че не може да мери сили с такава армия и предлага мир, но Никифор отказва, „заслепен от собственото си зломислие и от внушенията на своите съветници“ (Теофан). Това кара владетелят да напусне Плиска, оставяйки около 12 000 души да защитават столицата. Според „Анонимния ватикански разказ“ византийците преминават Стара планина и след това превземат Плиска без особени проблеми. Всички хронисти критикуват нехристиянското поведение на императора след победата. Той нарежда да се ограби владетелската резиденция и да се опожарят складовете. Поголовно е избито и мирното население. След това хан Крум прави второ предложение за мир, но Никифор отново отказва, тъй като смята, че е в позицията на по-силния. Императорът дори замисля да премине с армията си през цяла Мизия и тогава да се завърне в Константинопол. Крум успява да реоргарнизира войската. Преградени са близките старопланинските проходи Върбишки, Тревненски и пр. с дървени прегради и укрепления, насипи и ровове, а на българите е наредено да чакат в засада.
Никифор усеща опасността и побързва да се отправи към Константинопол директно през старопланинските проходи – Тревненски, Върбишки и др. Византийците разтеглят отрядите си на огромни разстояния. Все пак с главните сили императорът решава да пренощува във Върбишкия проход. Призори на 26 юли войските на Крум обграждат византийците. Когато императорът се събужда и разбира нерадостното си положение, казва: „И крилати да станем, никой да не се надява, че ще избегнем гибелта“. Започва битка, в която българите засипват византийците с дъжд от камъни и стрели. Императорът загива веднага. Част от обградените слизат от конете си, за да преминат стената на ограждението, което им пречи да избегнат смъртта. За тяхна изненада зад него има гибелен ров. Спасяват се малцина. Това е вторият случай, когато византийски император е убит от „варвари“. Главата на Никифор стои набодена на копие за известно време „за показ на идващите при Крум племена и за наш позор“ (Теофан). След това според легендата е наредено от нея да бъде направена чаша за владетеля Крум, обкована със сребро. По този начин според прабългарските вярвания той си присвоявал орендата (силата) на убития враг.
Въпреки окончателната победа българската войска има нужда от почивка и Крум не предприема никакви други военни действия през 811 г.
Синът на Никифор – Ставракий, е тежко ранен в боевете във Върбишкия проход. След завръщането си в Цариград той се възкачва на византийския престол, но е свален от Михаил I Рангаве – Пияницата, а по-късно умира от раните си в манастир.

### Военни действия 812 – 814 г.
През 812 г. Крум започва военни настъпления в Тракия, които впоследствие стигат до Струма. След завладяването на крепостта Дебелт (край Бургас) той започва преселване на българско население по тези земи, което говори, че Крум смята тези територии не за временна придобивка, а за постоянно владение на България. Поради тази причина той бърза да изгради българска администрация в тези територии, за което съдим от Хамбарлийския надпис. Тогава Крум изпраща в Константинопол славянския първенец Драгомир, който прави още едно предложение за мир чрез преподписване на договора от 716 г. който сключил Тервел с ромеите (договорът включва ежегоден данък от Византия, плащане на мита и такси от търговците, както и признаване на завладените територии). Това предложение се налага поради изтощението както на страната, така и на армията. Нужно е българите да възвърнат силите си, след което да проведат нова експанзия на югозапад. Михаил I Рангаве отказва и Крум съгласно предварително поставения ултиматум превзема Месемврия, където войниците му откриват 36 медни сифона за изстрелване на гръцки огън. До този момент гръцкият огън е тайно оръжие на ромеите, с което те неведнъж отблъскват чужди нападения. След Месемврия българите поемат към Константинопол. Последната сериозна преграда пред българите е крепостта Версиникия (виж Битка при Версиникия), където е съсредоточена голяма ромейска армия. След няколкодневно дебнене на 22 юни 813 г. Михаил Рангаве заповядва нападение. Първоначално българите отстъпват, но в последвалия контраудар разгромяват византийската армия. Превземането на крепостта бележи края на краткото управление на Михаил I Рангаве (811 – 813), който, въпреки че стига до столицата, е свален от престола от Лъв V Арменец. След победата при Версиникия Крум продължава настъплението към Константинопол. По пътя повечето крепости, чули за силата на българската армия, се предават без бой. Само Адрианопол оказва съпротива. Обсадата на този град се ръководи от брата на Крум; през това време Крум  продължава настъплението към византийската столица.
Пред стените на византийската столица владетелят извършва внушителни езически жертвоприношения на хора и животни. Това прави голямо впечатление на жителите на Константинопол и дори е описано от Теофан Изповедник и в Скриптор инцертус (анонимна византийска кратка хроника, описваща събитията от периода 811 – 820 г.). Освен това Крум нарежда да се изкопае ров с вал от Влахерните до Златната врата. Така столицата е обградена откъм сушата. Тези действия на българския владетел са по-скоро демонстрация на сила, отколкото сериозни намерения за превземане на града. Целта е да бъдат принудени византийските управници да сключат мир, с който да признаят завоеванията на българите.
Новият император започва мирни преговори с тайната идея по време на преговорите Крум да бъде убит. В изискванията за среща между двата лагера е това двете страни да са малобройни и невъоръжени. Поради тази причина заедно с Крум присъстват кавхан Иратаис и зетят на Крум Константин Пацик (който най-вероятно е използван за преводач). За разлика от тях Лъв V Арменец не присъства лично. Още в началото на срещата българският владетел забелязва знаците, които ромеите правят на чакащите в засада войници, и макар и ранен, успява да избяга. Кавханът е убит, а Константин Пацик заедно със сина си (племенника на Крум) са пленени.
Разгневен от низостта на ромеите, Крум нарежда да бъдат разграбени и опожарени църквите и манастирите в Източна Тракия. Кулминацията на гнева му е превземането на Адрианопол и пленяването на 10 000 войници, защитавали града. Въпреки че Крум си дава сметка за отбранителните възможности на византийската столица, започва масова подготовка за нападението на Константинопол, която включва славяни, авари и специални обсадни съоръжения („костенурки“, бойни кули, „овни“, огнехвъргачки и др.). Притеснен от всички тези приготовления императорът започва укрепване на стените на града и защитните съоръжения.

### Кончината на Крум
Грандиозният план на българския владетел не се осъществява. На 13 април 814 г. Крум умира, най-вероятно от сърдечен инфаркт или кръвоизлив и инсулт, след като му е приготвено да вечеря с месо от мечка. В „Скриптор инцертус“ се говори, че е „заклан от невидима ръка“, а в славянския превод на Менологията на Василий II се казва, че Крум е наказан заради извършените жестокости.

## Вътрешна политика

### Законодателна дейност
Освен даровит военачалник Крум е и талантлив държавник. Той създава първите писани закони. Според една легенда той разпитва аварски военнопленници какво довело до разпадането и унищожението на тяхната държава и създава своите закони въз основа на техните отговори. Сведения за Крумовите закони се срещат във византийската енциклопедия „Суда“ от X век – книга, изготвена от Требоний през VI век, съдържаща епитимийни наказания, налагани през първи век в Рим. Доц. Божидар Димитров обаче твърди, че антилозарските закони на кан Крум са мит, тъй като Свидас пише за Крумовите закони, а живее 150 г. след кан Крум. Според византийските хронисти при завземането на Плиска ромейските войници нападнали мазетата с бъчвите с вино, напили се и това довело до деморализация сред войската. Божидар Димитров се шегува, че щом Крум е изкоренил лозята през 803 г., не е ясно какви са били тези бъчви вино през 811 г., че цяла ромейска войска да се напие. Според него Свидас дава преработен разказ на античния писател Юстин, писал през II век за тракийския цар Орол. Съмнения, че законодателството на кан Крум е било толкова просто, колкото го представя Свидас изказва и Ст. Рънсиман. Все пак той счита, че тези закони са били опростена версия на патерналистичното законодателство, давано от императора на поданиците му. Георги Бакалов дори допуска, че кан Крум е използвал модела на Еклогата на Юстиниан I Законодателя.

### Административна реформа
Крум прави и първите стъпки към административна реформа, за която съдим от Хамбарлийския надпис. Той премахва племенната автономност в Тракия и поверява областта на кавхана, ичиргу-боила и брат си. Практиката до този момент е саракта да се поделя на център, ляво и дясно. С този си акт Крум прекъсва тази традиция и започва промяната на държавно-административната система. Управителите на новите области са назначавани пряко от владетеля, а не както дотогава – от племенните вождове на славяните. Освен това територията на областта престава да зависи от територията, обитавана от дадено племе. По времето на Крум славяните започват да се превръщат в част от аристокрацията на България и да получават политически длъжности. За първи път имаме славянско на име на български пратеник – Драгомир.
За краткото си управление Крум постига териториално разширение и укрепване на държавата, каквито никой друг преди него не успял. Победите му в битките на Балканите заздравяват позициите на България не само пред Византия, но и в цяла Европа, издигайки страната като трета по сила на континента. Той продължава обединението на славяните на полуострова, а след него основна цел на българските владетели става завладяването на Константинопол.

## Памет
През Възраждането Крум се превръща в един от символите на българското могъщество през Средновековието. Името му става популярно мъжко лично име, на него са наречени град Крумовград и няколко села (Крум в Хасковско, Хан Крум в Преславско, Крумово – в Пловдивско, Варненско, Ломско (днес част от село Разград), Дупнишко и Ямболско), както и множество улици в цялата страна.

## Изследвания
- История на България
- Владимиров, Г. Крумовото законодателство между митологемите и научните хипотези. – В: История на българите: потребност от нов подход и преоценки. Ч. 3. С., Тангра ТанНакРа, 2000, 159 – 173.
- Olajos, T. Le Lexique „Souda“ propos du Khan bulgare Kroum et des Avars. – В: Polychronia. Сборник в чест на проф. Иван Божилов. Ред. Ил. Илиев. С., Анубис, 2002, 229 – 234.
- Димитров, Б. Митът за Крум Страшни и страшните му закони. – В: Същият. 12 мита в българската история. С., Фондация КОМ, 2005, 66 – 73.
- Рашев, Р. Крумовият саракт в Тракия. – В: Тракия и Хемимонт IV – XIV в. Т. 1. Отг. ред. Д. Момчилов. Варна, Зограф, 2007, 120 – 125.
- Кюркчиев, Тодор. Хан Крум Страшни – държавникът законодател http://nasledstvotonanaroda.bg/history/krum/
- Николов, А. Хан Крум във византийската традиция: страшни слухове, дезинформация и политическа пропаганда. – В: Щрихи към балканското средновековие. Изследвания в памет на проф. Николай Кочев (= Studia balcanica, 27). София, 2009, 107 – 116
- Бележити българи (под ред. на Пл. Павлов), том 2. С., „Световна библиотека“, 44 – 55.
- Nikolov, A. Khan Krum in the Byzantine tradition: terrible rumours, misinformation and political propaganda. – In: Studies in honour of Professor Vassil Gjuzelev (Bulgaria Mediaevalis, 2). Sofia, 2011, 39 – 47
- Павлов, Пл. Династията на Крум. София, „Българска история“, 2019, 15 – 57.